# Hrana zeilor II
Hrana zeilor II (titlu original: Food of the Gods II, cunoscut și ca Gnaw: Food of the Gods II sau as Food of the Gods part 2) este un film canadian SF de groază din 1989 regizat de Damian Lee. În rolurile principale joacă actorii Paul Coufos, Lisa Schrage, Colin Fox, Frank Pellegrino, Jackie Burroughs și Michael Copeman.

## Distribuție
- Paul Coufos ca Dr. Neil Hamilton
- Lisa Schrage ca Alex Reed
- Colin Fox ca Prof. Edmund Delhurst
- Frank Pellegrino ca Joshua
- Jackie Burroughs ca Dr. Kate Travis
- Réal Andrews ca Mark Hales
- Stuart Hughes ca Al
- Karen Hines ca  Angie
- David B. Nichols ca Dean White
- Michael Copeman ca Lt. Weizel
- Sean Mitchell ca Bobby
- Robert Kennedy ca Brett
- Frank Moore ca Jacques
- Howard Jerome ca Louis